# Centralna Wojskowa Szkoła Gimnastyki i Sportów w Poznaniu

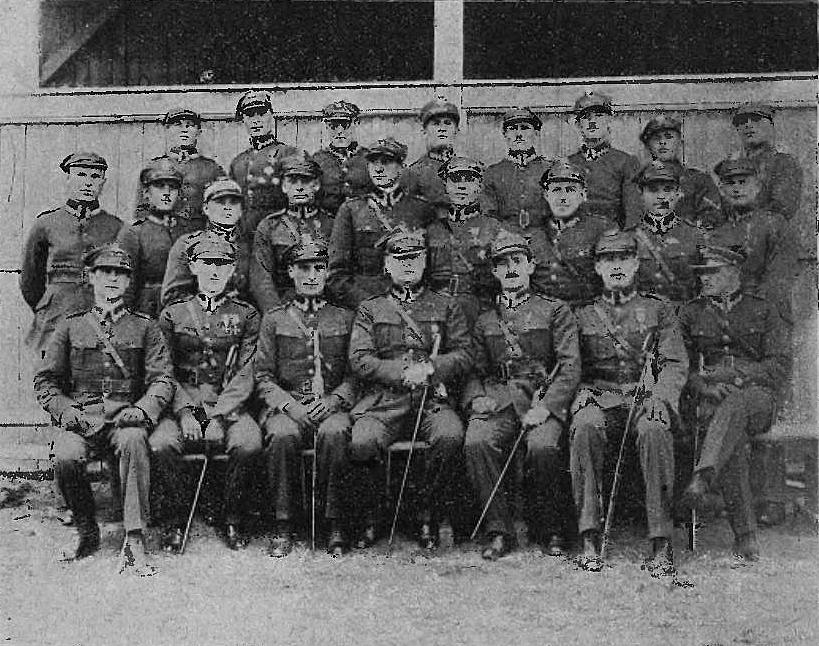
Kadra szkoły przed 1929

Centralna Wojskowa Szkoła Gimnastyki i Sportów (CSWGiSp) – szkoła Wojska Polskiego II RP z siedzibą w Poznaniu. 

## Historia
25 stycznia 1921 roku Minister Spraw Wojskowych generał porucznik Kazimierz Sosnkowski wydał rozkaz O. III Szt. 9468 „Organizacja Głównej Szkoły Wojskowej Gimnastyki i Sportów”. 
Szkoła rozpoczęła działalność w Poznaniu z dniem 10 marca 1921. W 1922 została przemianowana i odtąd funkcjonowała jako Centralna Wojskowa Szkoła Gimnastyki i Sportów.
Organizatorem szkoły w 1920 był ppłk Walerian Sikorski, który został mianowany komendantem szkoły, a jednocześnie pełnił funkcję inspektora wychowania fizycznego w Dowództwie Okręgu Generalnego „Poznań”. W 1922 z inicjatywy żołnierzy szkoły powstał klub sportowy Pentatlon Poznań.
Szkoła została zmieszczona w Poznaniu w charakterze prowizorycznym. Jej siedziba została ulokowana w części bloku 57 pułku piechoty. Eksploatowane przez szkołę sala do ćwiczeń oraz zorganizowane boisko, leżały na terenie 58 pułku piechoty. Od 1923 szkoła posiadała własną bibliotekę. Ponadto funkcjonowało laboratorium, wyposażone w specjalistyczne przyrządy. 
Od początku 1927 z inicjatywy Rady Naukowej Wychowania Fizycznego podjęto działania na rzecz utworzenia Centralnego Instytutu Państwowego Wychowania Fizycznego w Warszawie. 

## Kadra
Komendanci
- ppłk Walerian Sikorski (1921 – 1923/1924)
- ppłk dr Władysław Leon Osmolski (1926-1929)

Kadra
- Stefan Adamczak (instruktor od kwietnia 1921)
- Jan Baran-Bilewski (od 1921 do grudnia 1925 zastępca komendanta - kierownik ćwiczeń, dowódca kompanii oficerskiej)
- por. Leon Berski (instruktor szermierki)
- por. Józef Bilewski (dowódcy kompanii szermierczej od 1928)
- por. Mieczysław Chudziński (oficer ordynansowy komendanta 1923)
- Zygmunt Dobrowolski (adiutant od maja 1921)
- ogn. Czesław Grzechowiak (wykładowca)
- por. Jan Fazanowicz (instruktor, wykładowca)
- por. Michał Kaseja (adiutant, instruktor od 1926)
- por. Stefan Kuta-Kaliński
- por. Marian Grodzki (lekarz szkoły 1921/1922; † Charków)
- por. Kazimierz Laskowski (1923)
- por. dr Józef Mazurek (lekarz szkoły 1927–1929)
- por./kpt. Czesław Mierzejewski (instruktor, wykładowca 1926-1929)
- mjr dr Włodzimierz Missiuro (lekarz szkoły od listopada 1922)
- kpt. dr Alojzy Pawełek (lekarz szkoły od 1 maja 1925, dyrektor nauk, wykładowca)
- por. sap. Marian Skierczyński (instruktor lekkoatletyki)
- st. wachm. Feliks Stamm
- kpt. Rafał Szuszkiewicz (adiutant, wykładowca; † Katyń)
- fechtmistrz Leopold Targler (kierownik nauczania szermierki od 1922 do 1925)
- sierż. Leon Urbaniak
- kpt. dr Zdzisław Szydłowski (oficer ordynansowy, instruktor, wykładowca i in.)
- sierż. Leon Wierzba (instruktor szermierki)
- sierż. Stanisław Zagacki

## Słuchacze
Leon Berski, Józef Bilewski, Alfred Freyer, Michał Kaseja, Jerzy Łucki, Leon Urbaniak, Leon Wierzba.

## Odznaka szkoły
14 lipca 1928 roku Minister Spraw Wojskowych marszałek Polski Józef Piłsudski zatwierdził wzór i regulamin odznaki CWSGiSp.
Odznaka o średnicy 5 cm ma kształt srebrnej tarczy z rozchodzącymi się promieniami oraz centralnie umieszczony na niej dysk w kolorze drzewa sosnowego zaprawionego oraz umieszczony pod nim na promieniach dwa miecze greckie. Pierwsze egzemplarze oznaki otrzymali członkowie kadry szkoły 23 kwietnia 1929, ponadto do jej otrzymania byli uprawnieni absolwenci kursów instruktorskich, zaś honorowo otrzymali ją m.in. gen. dyw. Kazimierz Dzierżanowski i wybrani oficerowie spoza placówki, w tym zagraniczni wojskowi. 

## Upamiętnienie
1 maja 1928 została otwarta nowa sala gimnastyczna szkoły, którą nazwano im. ś.p. kpt. lotn. Berskiego Leona (wcześniej instruktora w placówce), zaś w gmachu tejże sali odsłonięto tablicę poświęcono temu oficerowie oraz drugą tablicę honorującą ś.p. Freyera Alfreda (wcześniej ucznia szkoły).